# Nathalie Démoulin
Pour les articles homonymes, voir Démoulin.
Nathalie Démoulin est une romancière française née en 1968 à Besançon. Elle dirige les collections de littérature des éditions du Rouergue. 

## Œuvres
Romans
- Après la forêt, éditions du Rouergue, 2005.
- Ton nom argentin, éditions du Rouergue, 2007.
- La Grande Bleue, éditions du Rouergue, 2012[1], grand prix de la ville de Saint-Étienne en 2012[2].
- Bâtisseurs de l’oubli, Actes Sud, 2015[3].
- Cartographie d'un feu, Denoël, 2024[4], prix Marcel-Aymé 2024.